# كتاب معلومات الأدوية أي أش إف إس
يُعد كتاب معلومات الأدوية أي أش إف إس واحدًا من عدة خلاصات وافية  تمت الموافقة عليها بواسطة قانون الضمان الاجتماعي (القسم 1861(t)(2)(B)(ii)(I)) كمصدر لاستخدام العقاقير المضادة للسرطان خارج نطاق التسمية.   نُشر في الأصل في عام 1959 باسم خدمة كتيبات المستشفيات الأمريكية (AHFS) من قبل الجمعية الأمريكية لصيادلة النظام الصحي.

## الروابط الخارجية
- الموقع الرسمي